# Brother John
Pour plus de détails, voir Fiche technique et Distribution.
Pour la chanson voir Frère Jacques. Pour le chanteur, voir Brother John Sellers.
Brother John est un film dramatique de James Goldstone sorti en 1971.

## Synopsis
Un homme énigmatique afro-américain retourne dans sa ville natale en Alabama chaque fois qu'un de ses proches est sur le point de mourir.

## Fiche technique
- Titre : Brother John
- Réalisation : James Goldstone
- Production : Joel Glickman
- Scénario : Ernest Kinoy
- Musique : Quincy Jones
- Société de distributeur : Columbia Pictures
- Langue : anglais
- Durée : 95 minutes
- Date de sortie : 24 mars 1971

## Distribution
- Sidney Poitier : John Kane
- Will Geer : Doc Thomas
- Bradford Dillman : Lloyd Thomas
- Beverly Todd : Louisa MacGill
- Ramon Bieri : Orly Ball
- Warren J. Kemmerling : George
- Lincoln Kilpatrick : Charley Gray
- P. Jay Sidney : Reverend MacGill
- Richard Ward : Frank
- Paul Winfield : Henry Birkart
- Zara Cully : Miss Nettie
- Howard Rice : Jimmy
- Michael Bell : Cleve
- Darlene Rice : Marsha
- Harry Davis : Turnkey
- Lynn Hamilton : Sarah